# Dia de la Gent de Mar
El Dia de la Gent de Mar és un dia internacional que se celebra anualment cada 25 de juny.
El 'Dia de la Gent de Mar' es va establir en una resolució adoptada per la Conferència Diplomàtica de 2010 a Manila, que va aprovar les esmenes a la 'Convenció Internacional sobre Estàndards de Formació, Certificació i Vigilància per la gent de mar' o Convenció STCW. El seu objectiu declarat és reconèixer la singular contribució de la gent de mar de tot el món al comerç marítim internacional, l'economia mundial i la societat civil. La resolució encoratja als governs, les organitzacions navilieres, les empreses, els armadors i totes les altres parts interessades a promoure degudament i apropiadament el 'Dia del Gent de Mar' i a adoptar mesures per celebrar-se de manera significativa.